# World Games 2017/Teilnehmer (Italien)
| Gelbes Symbol für Goldmedaillen mit stilisierten Olympischen Ringen | Graues Symbol für Silbermedaillen mit stilisierten Olympischen Ringen | Braundes Symbol für Bronzemedaillen mit stilisierten Olympischen Ringen |
| ------------------------------------------------------------------- | --------------------------------------------------------------------- | ----------------------------------------------------------------------- |
| 16                                                                  | 13                                                                    | 13                                                                      |

Italien nahm in Breslau an den World Games 2017 teil. Die italienische Delegation bestand aus 121 Athleten.

## Medaillengewinner

### Gold
| Name                                                                                              | Sportart            | Wettkampf                              |
| ------------------------------------------------------------------------------------------------- | ------------------- | -------------------------------------- |
| Amedeo Tonelli                                                                                    | Bogenschießen       | Recurvebogen                           |
| Cinzia Noziglia                                                                                   | Bogenschießen       | Blankbogen                             |
| Diego Rizzi Fabio Dutto                                                                           | Boules              | Péntanque Doppel                       |
| Gianluca Formicone Giuliano Di Nicola                                                             | Boules              | Raffa Doppel                           |
| Sara Paganini Michele Vallieri                                                                    | Jiu Jitsu           | Mixed Duo                              |
| Jacopo Musso                                                                                      | Rettungsschwimmen   | 100 m Schwimmen und Retten mit Flossen |
| Jacopo Musso                                                                                      | Rettungsschwimmen   | 100 m Retten mit Flossen und Gurt      |
| Silvia Meschiari                                                                                  | Rettungsschwimmen   | 200 m Hindernisschwimmen               |
| Silvia Meschiari                                                                                  | Rettungsschwimmen   | 200 m Super Lifesaver                  |
| Daniele Sanna (im Finale) Sacha Bartolo (im Vorlauf) Andrea Piroddi Jacopo Musso Federico Gilardi | Rettungsschwimmen   | 4 × 50 m Gurtretterstaffel             |
| Luca Lucaroni                                                                                     | Rollschuhkunstlauf  | Frei                                   |
| Silvia Nemesio                                                                                    | Rollschuhkunstlauf  | Frei                                   |
| Luca Lucaroni Rebecca Tarlazzi                                                                    | Rollschuhkunstlauf  | Paar                                   |
| Elena Leoni Alessandro Spigai                                                                     | Rollschuhkunstlauf  | Tanz                                   |
| Giulia Bonchi                                                                                     | Inline-Speedskating | 500 m Sprint Bahn                      |

### Silber
| Name | Sportart            | Wettkampf                              |
| --- | ------------------- | -------------------------------------- |
| Luca Bertossio | Luftsport           | Segelkunstflug                         |
| Marco Zanetti | Billard             | Dreiband                               |
| Andrea Bertelloni Edoarda Corvaia Gianluca Di Stefano Jan Erik Haack Andrea Romano Gianmarco Emanuele Luca Bellini Marco Porzio | Kanupolo            | Mannschaft                             |
| Stefano Figini Cesare Fumarola Andrea Nava Kevin Zanardi                                                                        | Flossenschwimmen    | 4 × 100 m Staffel                      |
| Annalisa Cavarretta | Jiu Jitsu           | 62 kg Fighting                         |
| Federico Gilardi | Rettungsschwimmen   | 200 m Hindernisschwimmen               |
| Federico Gilardi | Rettungsschwimmen   | 200 m Lifesaver                        |
| Federica Volpini | Rettungsschwimmen   | 100 m Retten mit Flossen und Gurt      |
| Andrea Piroddi | Rettungsschwimmen   | 100 m Schwimmen und Retten mit Flossen |
| Marco Garelli Sara Venerucci | Rollschuhkunstlauf  | Paar                                   |
| Silvia Stibilj Andrea Bassi | Rollschuhkunstlauf  | Tanz                                   |
| Daniel Niero | Inline-Speedskating | 10.000 m Punkterennen Straße           |
| Daniel Niero | Inline-Speedskating | 20.000 m Rennen Straße                 |

### Bronze
| Name | Sportart            | Wettkampf                              |
| --- | ------------------- | -------------------------------------- |
| Jessica Tomasi | Bogenschießen       | Recurvebogen                           |
| Diego Rizzi | Boules              | Péntaque Einzel                        |
| Serena Traversa | Boules              | Schießspiel                            |
| Ada Prestipino Maria Szczepanska Martina Anastasi Roberta Catania Chiara Trevisan Silvia Cogoni Maddalena Lago Flavia Landolina | Kanupolo            | Mannschaft                             |
| Serena Maso Simone Sanfilippo                                                                                                   | Tanzen              | Salsa                                  |
| Davide De Ceglie | Flossenschwimmen    | 400 m                                  |
| Jessica Scricciolo | Jiu Jitsu           | 55 kg Fighting                         |
| Sara Cardin | Karate              | Kumite 55 kg                           |
| Cristina Leanza | Rettungsschwimmen   | 50 m Retten einer Puppe                |
| Federica Volpini | Rettungsschwimmen   | 100 m Schwimmen und Retten mit Flossen |
| Giulia Bongiorno | Inline-Speedskating | 500 m Sprint Bahn                      |
| Thomas Degasperi | Wasserski           | Slalom                                 |
| Alice Virag | Wasserski           | Wakeboard Freestyle                    |

## Teilnehmer nach Sportarten

### Aerobic
| Athleten                                                                  | Wettbewerb | Qualifikation | Qualifikation | Finale / Platz 3 | Finale / Platz 3 | Rang          |
| Athleten                                                                  | Wettbewerb | Punkte        | Platz         | Punkte           | Platz            | Rang          |
| ------------------------------------------------------------------------- | ---------- | ------------- | ------------- | ---------------- | ---------------- | ------------- |
| Mixed                                                                     |            |               |               |                  |                  |               |
| Paolo Conti Sara Natella Emanuele Caponera Davide Donati Michela Castoldi | Gruppe     | 19,355        | 5             | ausgeschieden    | ausgeschieden    | ausgeschieden |
| Davide Donati Michela Castoldi                                            | Paar       | 20,850        | 6             | ausgeschieden    | ausgeschieden    | ausgeschieden |

### Billard
| Athleten      | Wettbewerb | Achtelfinale          | Achtelfinale | Viertelfinale     | Viertelfinale | Halbfinale   | Halbfinale | Finale / Platz 3 | Finale / Platz 3 | Rang   |
| Athleten      | Wettbewerb | Gegner                | Ergebnis     | Gegner            | Ergebnis      | Gegner       | Ergebnis   | Gegner           | Ergebnis         | Rang   |
| ------------- | ---------- | --------------------- | ------------ | ----------------- | ------------- | ------------ | ---------- | ---------------- | ---------------- | ------ |
| Männer        |            |                       |              |                   |               |              |            |                  |                  |        |
| Marco Zanetti | Dreiband   | Konstantinos Kokkoris | 40:25        | Pedro Piedrabuena | 40:23         | Dick Jaspers | 40:36      | Daniel Sanchez   | 33:40            | Silber |

### Boules
| Athleten                              | Wettbewerb             | Qualifikation                                | Qualifikation | Halbfinale                      | Halbfinale    | Finale                                   | Finale           | Rang          |
| Athleten                              | Wettbewerb             | Punkte                                       | Rang          | Gegner                          | Ergebnis      | Punkte                                   | Rang             | Rang          |
| ------------------------------------- | ---------------------- | -------------------------------------------- | ------------- | ------------------------------- | ------------- | ---------------------------------------- | ---------------- | ------------- |
| Frauen                                |                        |                                              |               |                                 |               |                                          |                  |               |
| Caterina Venturini                    | Präzisions-Schießspiel | 11                                           | 8             | ausgeschieden                   | ausgeschieden | ausgeschieden                            | ausgeschieden    | ausgeschieden |
| Serena Traversa                       | Schießspiel            | 75                                           | 3             | abgesagt                        | abgesagt      | abgesagt                                 | abgesagt         | Bronze        |
| Männer                                |                        |                                              |               |                                 |               |                                          |                  |               |
| Diego Rizzi                           | Péntaque Einzel        | 67                                           | 1             | Henri Lacroix                   | 53:55         | Claudy Weibel                            | 45:39            | Bronze        |
| Davide Manolino                       | Präzisions-Schießspiel | 26                                           | 6             | ausgeschieden                   | ausgeschieden | ausgeschieden                            | ausgeschieden    | ausgeschieden |
| Mauro Roggero                         | Schießspiel            | 75                                           | 4             | abgesagt                        | abgesagt      | abgesagt                                 | abgesagt         | 4             |
| Athleten                              | Wettbewerb             | Vorrunde                                     | Vorrunde      | Halbfinale                      | Halbfinale    | Finale / Platz 3                         | Finale / Platz 3 | Rang          |
| Athleten                              | Wettbewerb             | Gegner                                       | Ergebnis      | Gegner                          | Ergebnis      | Gegner                                   | Ergebnis         | Rang          |
| Frauen                                |                        |                                              |               |                                 |               |                                          |                  |               |
| Marina Braconi Elisa Luccarini        | Raffa Doppel           | Ana Martins / Noeli Dalla Corte              | 8:12          | Romina Bolatti / Maria Maiz     | 6:12          | Wefei Cen / Wei Zhang                    | 9:12             | 4             |
| Marina Braconi Elisa Luccarini        | Raffa Doppel           | Svetlana Kyseľová / Veronika Obročníková     | 12:7          | Romina Bolatti / Maria Maiz     | 6:12          | Wefei Cen / Wei Zhang                    | 9:12             | 4             |
| Marina Braconi Elisa Luccarini        | Raffa Doppel           | Vildan Tuncer / Derya Gündüz                 | 12:4          | Romina Bolatti / Maria Maiz     | 6:12          | Wefei Cen / Wei Zhang                    | 9:12             | 4             |
| Männer                                |                        |                                              |               |                                 |               |                                          |                  |               |
| Fabio Dutto Diego Rizzi               | Péntaque Doppel        | Tafita Andriamahandry / Limsoon Rasamimanana | 10:9          | Manuel Romero / Enrique Catalan | 13:8          | Thanakorn Sangkaew / Sarawut Sriboonpeng | 13:3             | Gold          |
| Fabio Dutto Diego Rizzi               | Péntaque Doppel        | Jędrzej Sliz / Andrzeji Sliz                 | 13:0          | Manuel Romero / Enrique Catalan | 13:8          | Thanakorn Sangkaew / Sarawut Sriboonpeng | 13:3             | Gold          |
| Giuliano Di Nicola Gianluca Formicone | Raffa Doppel           | Valentino Ortelli / Luca Rodoni              | 12:2          | Philipp Wolfgang / Günther Baur | 12:0          | Enrico dall'Olmo / Jacopo Frisoni        | 12:7             | Gold          |
| Giuliano Di Nicola Gianluca Formicone | Raffa Doppel           | Volnei Branchi / Nei Luiz Cenci              | 9:12          | Philipp Wolfgang / Günther Baur | 12:0          | Enrico dall'Olmo / Jacopo Frisoni        | 12:7             | Gold          |
| Giuliano Di Nicola Gianluca Formicone | Raffa Doppel           | Valentino Ortelli / Luca Rodoni              | 12:5          | Philipp Wolfgang / Günther Baur | 12:0          | Enrico dall'Olmo / Jacopo Frisoni        | 12:7             | Gold          |

### Bowling
| Athleten                                | Wettbewerb | Qualifikation | Qualifikation | Vorrunde                      | Vorrunde | Vorrunde                   | Vorrunde | Vorrunde                 | Vorrunde | Achtelfinale    | Achtelfinale | Viertelfinale   | Viertelfinale | Halbfinale    | Halbfinale    | Finale/Platz3            | Finale/Platz3 | Rang          |
| Athleten                                | Wettbewerb | Punkte        | Rang          | Gegner                        | Ergebnis | Gegner                     | Ergebnis | Gegner                   | Ergebnis | Gegner          | Ergebnis     | Gegner          | Ergebnis      | Gegner        | Ergebnis      | Gegner                   | Ergebnis      | Rang          |
| --------------------------------------- | ---------- | ------------- | ------------- | ----------------------------- | -------- | -------------------------- | -------- | ------------------------ | -------- | --------------- | ------------ | --------------- | ------------- | ------------- | ------------- | ------------------------ | ------------- | ------------- |
| Männer                                  |            |               |               |                               |          |                            |          |                          |          |                 |              |                 |               |               |               |                          |               |               |
| Salvatore Polizzotto                    | Einzel     | 1389          | 8             | –                             | –        | –                          | –        | –                        | –        | Arturo Quintero | 2:0          | Thomas Larsen   | 2:1           | Youngseon Cho | 1:2           | Platz 3: Tobias Boarding | 0:2           | 4             |
| Massimiliano Celli                      | Einzel     | 1366          | 1             | –                             | –        | –                          | –        | –                        | –        | Ricardo Lecuona | 2:0          | Tobias Boarding | 1:2           | ausgeschieden | ausgeschieden | ausgeschieden            | ausgeschieden | ausgeschieden |
| Salvatore Polizzotto Massimiliano Celli | Doppel     | –             | –             | Jesper Agerbo / Thomas Larsen | 869:1062 | Yuhi Shimbata / Shogo Wada | 945:809  | Qi En Kuek / Marcus Kiew | 822:938  | –               | –            | ausgeschieden   | ausgeschieden | ausgeschieden | ausgeschieden | ausgeschieden            | ausgeschieden | ausgeschieden |

### Feldbogenschießen
| Athleten          | Wettbewerb    | Qualifikation | Qualifikation | Ausscheidungsrunde | Ausscheidungsrunde | Sechzehntelfinale | Sechzehntelfinale | Achtelfinale  | Achtelfinale  | Viertelfinale | Viertelfinale | Halbfinale      | Halbfinale    | Finale                     | Finale        | Rang          |
| Athleten          | Wettbewerb    | Ringe         | Rang          | Gegner             | Ergebnis           | Gegner            | Ergebnis          | Gegner        | Ergebnis      | Gegner        | Ergebnis      | Gegner          | Ergebnis      | Gegner                     | Ergebnis      | Rang          |
| ----------------- | ------------- | ------------- | ------------- | ------------------ | ------------------ | ----------------- | ----------------- | ------------- | ------------- | ------------- | ------------- | --------------- | ------------- | -------------------------- | ------------- | ------------- |
| Frauen            |               |               |               |                    |                    |                   |                   |               |               |               |               |                 |               |                            |               |               |
| Cinzia Noziglia   | Blankbogen    | 328           | 1             | Tina Gutman        | 74:68              | –                 | –                 | –             | –             | –             | –             | Martina Macková | 47:39         | Lina Björklund             | 49:45         | Gold          |
| Marcella Tonioli  | Compoundbogen | 690           | 11            | –                  | –                  | Louise Redman     | 143:134           | Toja Ellison  | 142:143       | ausgeschieden | ausgeschieden | ausgeschieden   | ausgeschieden | ausgeschieden              | ausgeschieden | ausgeschieden |
| Jessica Tomasi    | Recurvebogen  | 341           | 7             | Joanna Rząsa       | 82:81              | –                 | –                 | –             | –             | –             | –             | Lisa Unruh      | 56:60         | Platz 3: Laurence Baldauff | 51:50         | Bronze        |
| Jessica Tomasi    | Recurvebogen  | 341           | 7             | Elin Kättström     | 83:82              | –                 | –                 | –             | –             | –             | –             | Lisa Unruh      | 56:60         | Platz 3: Laurence Baldauff | 51:50         | Bronze        |
| Jessica Tomasi    | Recurvebogen  | 341           | 7             | Ana Umer           | 79:76              | –                 | –                 | –             | –             | –             | –             | Lisa Unruh      | 56:60         | Platz 3: Laurence Baldauff | 51:50         | Bronze        |
| Männer            |               |               |               |                    |                    |                   |                   |               |               |               |               |                 |               |                            |               |               |
| Giuseppe Seimandi | Blankbogen    | 341           | 3             | John Demmer III    | 76:79              | ausgeschieden     | ausgeschieden     | ausgeschieden | ausgeschieden | ausgeschieden | ausgeschieden | ausgeschieden   | ausgeschieden | ausgeschieden              | ausgeschieden | ausgeschieden |
| Amedeo Tonelli    | Compoundbogen | 365           | 2             | Brady Ellison      | 95:94              | –                 | –                 | –             | –             | –             | –             | Matija Mihalic  | 62:61         | Brady Ellison              | 61:58         | Gold          |

### Flossenschwimmen
| Athleten                                                 | Wettbewerb        | Finale      | Finale | Rang   |
| Athleten                                                 | Wettbewerb        | Zeit        | Rang   | Rang   |
| -------------------------------------------------------- | ----------------- | ----------- | ------ | ------ |
| Frauen                                                   |                   |             |        |        |
| Erica Barbon                                             | 200 m             | 1:31,17 min | 6      | 6      |
| Erica Barbon                                             | 400 m             | 3:27,22 min | 8      | 8      |
| Männer                                                   |                   |             |        |        |
| Cesare Fumarola                                          | 100 m             | 35,95 min   | 8      | 8      |
| Stefano Figini                                           | 200 m             | 1:21,51 min | 6      | 6      |
| Kevin Zanardi                                            | 200 m             | 1:23,24 min | 8      | 8      |
| Stefano Figini                                           | 400 m             | 3:05,38 min | 7      | 7      |
| Davide De Ceglie                                         | 400 m             | 3:01,46 min | 3      | Bronze |
| Stefano Figini Cesare Fumarola Andrea Nava Kevin Zanardi | 4 × 100 m Staffel | 2:19,02 min | 2      | Silber |

### Indoor-Rudern
| Athleten      | Wettbewerb                  | Zeit       | Rang |
| ------------- | --------------------------- | ---------- | ---- |
| Männer        |                             |            |      |
| Antonio Zonta | 500 m Offene Gewichtsklasse | 1:17,0 min | 10   |
| Leonardo Bava | 2000 m Leichtgewicht        | 6:25,9 min | 4    |

### Inline-Speedskating

#### Bahn
| Athleten            | Wettbewerb            | Qualifikation | Qualifikation | Viertelfinale    | Viertelfinale    | Halbfinale       | Halbfinale       | Finale           | Finale           | Rang             |
| Athleten            | Wettbewerb            | Zeit          | Rang          | Zeit             | Rang             | Zeit             | Rang             | Zeit/Punkte      | Rang             | Rang             |
| ------------------- | --------------------- | ------------- | ------------- | ---------------- | ---------------- | ---------------- | ---------------- | ---------------- | ---------------- | ---------------- |
| Frauen              |                       |               |               |                  |                  |                  |                  |                  |                  |                  |
| Giulia Bonechi      | 300 m Zeitfahren      | 27,293 s      | 13            | –                | –                | –                | –                | ausgeschieden    | ausgeschieden    | ausgeschieden    |
| Giulia Bongiorno    | 300 m Zeitfahren      | 27,252 s      | 12            | –                | –                | –                | –                | 27,073 s         | 7                | 7                |
| Giulia Bonechi      | 500 m Sprint          | –             | –             | 44,511 s         | 5                | 45,404 s         | 3                | 44,124 s         | 1                | Gold             |
| Giulia Bongiorno    | 500 m Sprint          | –             | –             | 44,581 s         | 7                | 45,787 s         | 6                | 44,274 s         | 3                | Bronze           |
| Giulia Lollobrigida | 500 m Sprint          | –             | –             | nicht angetreten | nicht angetreten | nicht angetreten | nicht angetreten | nicht angetreten | nicht angetreten | nicht angetreten |
| Giulia Bonechi      | 1000 m Sprint         | –             | –             | 1:28,994 min     | 3                | 1:30,603 min     | 12               | ausgeschieden    | ausgeschieden    | ausgeschieden    |
| Giulia Bongiorno    | 1000 m Sprint         | –             | –             | 1:29,151 min     | 4                | 1:34,359 min     | 16               | ausgeschieden    | ausgeschieden    | ausgeschieden    |
| Giulia Lollobrigida | 1000 m Sprint         | –             | –             | 1:31,439 min     | 18               | ausgeschieden    | ausgeschieden    | ausgeschieden    | ausgeschieden    | ausgeschieden    |
| Giulia Bonechi      | 10.000 m Punkterennen | –             | –             | –                | –                | –                | –                | 0 Punkte         | 10               | 10               |
| Giulia Lollobrigida | 10.000 m Punkterennen | –             | –             | –                | –                | –                | –                | 2 Punkte         | 5                | 5                |
| Giulia Bonechi      | 15000 m Rennen        | –             | –             | –                | –                | –                | –                | ausgeschieden    | ausgeschieden    | ausgeschieden    |
| Giulia Lollobrigida | 10.000 m Punkterennen | –             | –             | –                | –                | –                | –                | ausgeschieden    | ausgeschieden    | ausgeschieden    |
| Männer              |                       |               |               |                  |                  |                  |                  |                  |                  |                  |
| Stefano Mareschi    | 300 m Zeitfahren      | 25,926 s      | 12            |                  |                  |                  |                  | 25,800 s         | 12               | 12               |
| Stefano Mareschi    | 500 m Sprint          | –             | –             | 42,858 s         | 9                | 42,924 s         | 7                | ausgeschieden    | ausgeschieden    | ausgeschieden    |
| Stefano Mareschi    | 1000 m Sprint         | –             | –             | 1:22,951 min     | 12               | 1:22,928 min     | 13               | ausgeschieden    | ausgeschieden    | ausgeschieden    |
| Daniel Niero        | 1000 m Sprint         | –             | –             | 1:23,655 min     | 15               | 1:23,269 min     | 15               | ausgeschieden    | ausgeschieden    | ausgeschieden    |
| Daniel Niero        | 10.000 m Punkterennen | –             | –             | –                | –                | –                | –                | 5 Punkte         | 5                | 5                |
| Stefano Mareschi    | 10.000 m Punkterennen | –             | –             | –                | –                | –                | –                | 2 Punkte         | 8                | 8                |
| Stefano Mareschi    | 15000 m Rennen        | –             | –             | –                | –                | –                | –                | ausgeschieden    | ausgeschieden    | ausgeschieden    |
| Daniel Niero        | 15000 m Rennen        | –             | –             | –                | –                | –                | –                | 23:26,510        |                  |                  |

#### Straße
| Athleten            | Wettbewerb            | Qualifikation    | Qualifikation    | Viertelfinale    | Viertelfinale    | Halbfinale       | Halbfinale       | Finale           | Finale           | Rang             |
| Athleten            | Wettbewerb            | Zeit             | Rang             | Zeit             | Rang             | Zeit             | Rang             | Zeit/Punkte      | Rang             | Rang             |
| ------------------- | --------------------- | ---------------- | ---------------- | ---------------- | ---------------- | ---------------- | ---------------- | ---------------- | ---------------- | ---------------- |
| Frauen              |                       |                  |                  |                  |                  |                  |                  |                  |                  |                  |
| Giulia Bonechi      | 200 m Zeitfahren      | 19,770 s         | 13               | –                | –                | –                | –                | ausgeschieden    | ausgeschieden    | ausgeschieden    |
| Giulia Bongiorno    | 200 m Zeitfahren      | 19,580 s         | 7                | –                | –                | –                | –                | 19,387 s         | 8                | 8                |
| Giulia Bonechi      | 500 m Sprint          | 54,351 s         | 1                | 47,748 s         | 5                | 46,905 s         | 6                | 46,907 s         | 4                | 4                |
| Giulia Bongiorno    | 500 m Sprint          | 56,935 s         | 20               | ausgeschieden    | ausgeschieden    | ausgeschieden    | ausgeschieden    | ausgeschieden    | ausgeschieden    | ausgeschieden    |
| Giulia Lollobrigida | 500 m Sprint          | nicht angetreten | nicht angetreten | nicht angetreten | nicht angetreten | nicht angetreten | nicht angetreten | nicht angetreten | nicht angetreten | nicht angetreten |
| Giulia Bonechi      | 10.000 m Punkterennen | –                | –                | –                | –                | –                | –                | nicht angetreten | nicht angetreten | nicht angetreten |
| Giulia Lollobrigida | 10.000 m Punkterennen | –                | –                | –                | –                | –                | –                | 0 Punkte         | 11               | 11               |
| Giulia Bonechi      | 20.000 m Rennen       | –                | –                | –                | –                | –                | –                | nicht angetreten | nicht angetreten | nicht angetreten |
| Giulia Lollobrigida | 20.000 m Rennen       | –                | –                | –                | –                | –                | –                | ausgeschieden    | ausgeschieden    | ausgeschieden    |
| Männer              |                       |                  |                  |                  |                  |                  |                  |                  |                  |                  |
| Giuseppe Bramante   | 500 m Sprint          | 44,913 s         | 5                | 44,876 s         | 9                | 42,411 s         | 6                | ausgeschieden    | ausgeschieden    | ausgeschieden    |
| Stefano Mareschi    | 500 m Sprint          | nicht angetreten | nicht angetreten | nicht angetreten | nicht angetreten | nicht angetreten | nicht angetreten | nicht angetreten | nicht angetreten | nicht angetreten |
| Daniel Niero        | 500 m Sprint          | nicht angetreten | nicht angetreten | nicht angetreten | nicht angetreten | nicht angetreten | nicht angetreten | nicht angetreten | nicht angetreten | nicht angetreten |
| Giuseppe Bramante   | 10.000 m Punkterennen | –                | –                | –                | –                | –                | –                | 0 Punkte         | ausgeschieden    | ausgeschieden    |
| Stefano Mareschi    | 10.000 m Punkterennen | –                | –                | –                | –                | –                | –                | 0 Punkte         | 12               | 12               |
| Daniel Niero        | 10.000 m Punkterennen | –                | –                | –                | –                | –                | –                | 9 Punkte         | 2                | Silber           |
| Giuseppe Bramante   | 20.000 m Rennen       | –                | –                | –                | –                | –                | –                | ausgeschieden    | ausgeschieden    | ausgeschieden    |
| Stefano Mareschi    | 20.000 m Rennen       | –                | –                | –                | –                | –                | –                | ausgeschieden    | ausgeschieden    | ausgeschieden    |
| Daniel Niero        | 20.000 m Rennen       | –                | –                | –                | –                | –                | –                | 28:22,268 min    | 2                | Silber           |

### Inlinehockey
| Wettbewerb         | Männer |
| ------------------ | --- |
| Athleten           | Alessio Crivellari Riccardo Tombolato Daniele Facchinetti Marco Peruzzi Emanuele Ferrari Alessio Lettera Antonio Pistellato Fabio Lievore Andrea Ustignani Tobia Vendrame Nicola Frigo Andrea Bellini Nicola Munari Denis Somadossi |
| Gruppenphase       | Argentinien 2:0 Schweiz 2:6 Frankreich 1:8 |
| Platzierungsspiele | Polen 4:1 |
| Spiel um Platz 5   | Vereinigte Staaten 4:6 |
| Platzierung        | 6 |

### Jiu Jitsu
| Athleten                        | Wettbewerb     | Vorrunde                                | Vorrunde | Vorrunde                                         | Vorrunde  | Halbfinale                        | Halbfinale    | Finale / Platz 3                        | Finale / Platz 3 | Rang          |
| Athleten                        | Wettbewerb     | Gegner                                  | Ergebnis | Gegner                                           | Ergebnis  | Gegner                            | Ergebnis      | Gegner                                  | Ergebnis         | Rang          |
| ------------------------------- | -------------- | --------------------------------------- | -------- | ------------------------------------------------ | --------- | --------------------------------- | ------------- | --------------------------------------- | ---------------- | ------------- |
| Frauen                          |                |                                         |          |                                                  |           |                                   |               |                                         |                  |               |
| Jessica Scricciolo              | 55 kg Fighting | Romina Lopez Cestari                    | 50:0     | Magdalena Giec                                   | 9:10      | Rebekka Dahl                      | 2:5           | Platz 3: Magdalena Giec                 | 14:8             | Bronze        |
| Annalisa Cavaretta              | 62 kg Fighting | Séverine Nébié                          | 1:11     | Olga Medvedeva                                   | 14:0      | Carina Neupert                    | 8:7           | Séverine Nébié                          | 0:50             | Silber        |
| Jessica Scricciolo              | 55 kg Ne-Waza  | Ana Marques Dias                        | 0:100    | Sandra Pedraza                                   | 0:100     | ausgeschieden                     | ausgeschieden | ausgeschieden                           | ausgeschieden    | ausgeschieden |
| Männer                          |                |                                         |          |                                                  |           |                                   |               |                                         |                  |               |
| Raffaele Liuzza Stefano de Caro | Duo            | Ruben Assmann / Marnix Bunnik           | 87:91,5  | Vuk Dagutinovic / Stefan Vukotic                 | 87,5:89,5 | ausgeschieden                     | ausgeschieden | ausgeschieden                           | ausgeschieden    | ausgeschieden |
| Mixed                           |                |                                         |          |                                                  |           |                                   |               |                                         |                  |               |
| Sara Paganini Michele Vallieri  | Duo            | Julia Paszkiewicz / Johannes Tourbeslis | 92:87,5  | Romina Lopez Cestari / Fabrizio Quintas De Brito | 94,5:80   | Sofia Jokl / Thomas Schönenberger | 94,5:91,5     | Julia Paszkiewicz / Johannes Tourbeslis | 101:94,5         | Gold          |

### Kanupolo
| Wettbewerb              | Frauen | Männer |
| ----------------------- | --- | --- |
| Athleten                | Ada Prestipino Maria Szczepanska Martina Anastasi Roberta Catania Chiara Trevisan Silvia Cogoni Maddalena Lago Flavia Landolina | Andrea Bertelloni Edoarda Corvaia Gianluca Di Stefano Jan Erik Haack Andrea Romano Gianmarco Emanuele Luca Bellini Marco Porzio |
| Gruppenphase            | Neuseeland 4:1 Frankreich 3:5 Deutschland 1:3 Polen 3:2 Niederlande 4:3 Kanada 2:2                                              | Neuseeland 8:4 Deutschland 1:4 Spanien 3:4 Chinesisch Taipeh 7:2 Frankreich 4:4 Polen 9:2                                       |
| Halbfinale              | Frankreich 3:4 | Spanien 2:3 |
| Finale/Spiel um Platz 3 | Neuseeland 4:3 | Deutschland 1:4 |
| Platzierung             | Bronze | Silber |

### Karate
| Athleten      | Wettbewerb   | Vorrunde         | Vorrunde | Vorrunde        | Vorrunde | Vorrunde       | Vorrunde | Halbfinale    | Halbfinale    | Finale / Platz 3      | Finale / Platz 3 | Rang          |
| Athleten      | Wettbewerb   | Gegner           | Ergebnis | Gegner          | Ergebnis | Gegner         | Ergebnis | Gegner        | Ergebnis      | Gegner                | Ergebnis         | Rang          |
| ------------- | ------------ | ---------------- | -------- | --------------- | -------- | -------------- | -------- | ------------- | ------------- | --------------------- | ---------------- | ------------- |
| Frauen        |              |                  |          |                 |          |                |          |               |               |                       |                  |               |
| Sara Cardin   | Kumite 55 kg | Valeria Kumizaki | 3:1      | Giuliana Novak  | 4:0      | –              | –        | Tzu-Yun Wen   | 0:1           | Platz 3: Emilie Thouy | 3:2              | Bronze        |
| Männer        |              |                  |          |                 |          |                |          |               |               |                       |                  |               |
| Mattia Busato | Kata         | Ryo Kiyuna       | 0:5      | Damián Quintero | 0:5      | Ilja Smorguner | 5:0      | ausgeschieden | ausgeschieden | ausgeschieden         | ausgeschieden    | ausgeschieden |

### Kickboxen
| Athleten          | Wettbewerb | Viertelfinale  | Viertelfinale | Halbfinale    | Halbfinale    | Finale / Platz 3 | Finale / Platz 3 | Rang          |
| Athleten          | Wettbewerb | Gegner         | Ergebnis      | Gegner        | Ergebnis      | Gegner           | Ergebnis         | Rang          |
| ----------------- | ---------- | -------------- | ------------- | ------------- | ------------- | ---------------- | ---------------- | ------------- |
| Frauen            |            |                |               |               |               |                  |                  |               |
| Amal Whaby        | K1 56 kg   | Sandra Mašková | 1:2           | ausgeschieden | ausgeschieden | ausgeschieden    | ausgeschieden    | ausgeschieden |
| Cristina Caruso   | K1 65 kg   | Sarel De Jong  | 0:3           | ausgeschieden | ausgeschieden | ausgeschieden    | ausgeschieden    | ausgeschieden |
| Männer            |            |                |               |               |               |                  |                  |               |
| Zakaria Laaouatni | K1 67 kg   | Jason Hinds    | 0:3           | ausgeschieden | ausgeschieden | ausgeschieden    | ausgeschieden    | ausgeschieden |

### Kraftdreikampf
| Athleten          | Wettbewerb    | Kniebeugen (kg) | Bankdrücken (kg) | Kreuzheben (kg) | Gesamt (kg) | Punkte | Rang |
| ----------------- | ------------- | --------------- | ---------------- | --------------- | ----------- | ------ | ---- |
| Frauen            |               |                 |                  |                 |             |        |      |
| Antonietta Orsini | Schwergewicht | 212,5           | 140,0            | 202,5           | 555,0       | 586,80 | 6    |

### Luftsport
| Athleten          | Wettbewerb     | Runde 1 | Runde 2 | Runde 3 | Runde 4 | Runde 5 | Runde 6 | Runde 7 | Runde 8 | Runde 9 | Runde 10 | Runde 11 | Runde 12 | Gesamt  | Rang   |
| ----------------- | -------------- | ------- | ------- | ------- | ------- | ------- | ------- | ------- | ------- | ------- | -------- | -------- | -------- | ------- | ------ |
| Männer            |                |         |         |         |         |         |         |         |         |         |          |          |          |         |        |
| Luca Bertossio    | Segelkunstflug | 2209,70 | 1652,60 | 1843,40 | 3272,00 | –       | –       | –       | –       | –       | –        | –        | –        | 8977,70 | Silber |
| Mixed             |                |         |         |         |         |         |         |         |         |         |          |          |          |         |        |
| Armando Fattoruso | Swooping       | 17      | 11      | 3       | 13      | 19      | 27      | 20      | 6       | 28      | 20       | 34       | 15       | 227,000 | 17     |
| Mario Fattoruso   | Swooping       | 22      | 4       | 15      | 23      | 30      | 8       | 12      | 34      | 19      | 10       | 30       | 28       | 240,000 | 22     |

### Muay Thai
| Athleten    | Wettbewerb | Viertelfinale    | Viertelfinale | Halbfinale    | Halbfinale    | Finale        | Finale        | Rang          |
| Athleten    | Wettbewerb | Gegner           | Ergebnis      | Gegner        | Ergebnis      | Gegner        | Ergebnis      | Rang          |
| ----------- | ---------- | ---------------- | ------------- | ------------- | ------------- | ------------- | ------------- | ------------- |
| Männer      |            |                  |               |               |               |               |               |               |
| Manuel Magi | 81 kg      | Constantino Naga | 0:0           | ausgeschieden | ausgeschieden | ausgeschieden | ausgeschieden | ausgeschieden |

### Orientierungslauf
| Athleten             | Wettbewerb    | Zeit         | Rang |
| -------------------- | ------------- | ------------ | ---- |
| Frauen               |               |              |      |
| Carlotta Scalet-Merl | Sprint        | 16:00,10 min | 21   |
| Carlotta Scalet-Merl | Mittelstrecke | 41:48,00 min | 23   |

### Rettungsschwimmen
| Athleten                                                                                              | Wettbewerb                             | Vorlauf     | Vorlauf | Finale        | Finale        | Rang          |
| Athleten                                                                                              | Wettbewerb                             | Zeit        | Rang    | Zeit          | Rang          | Rang          |
| --- | -------------------------------------- | ----------- | ------- | ------------- | ------------- | ------------- |
| Frauen                                                                                                |                                        |             |         |               |               |               |
| Cristina Leanza                                                                                       | 50 m Retten einer Puppe                | 36,20 s     | 6       | 36,29 s       | 3             | Bronze        |
| Serena Nigris                                                                                         | 50 m Retten einer Puppe                | 36,79 s     | 9       | ausgeschieden | ausgeschieden | ausgeschieden |
| Laura Pranzo                                                                                          | 100 m Schwimmen und Retten mit Flossen | 58,12 s     | 15      | ausgeschieden | ausgeschieden | ausgeschieden |
| Frederica Volpini                                                                                     | 100 m Schwimmen und Retten mit Flossen | 53,72 s     | 2       | 53,48 s       | 3             | Bronze        |
| Laura Pranzo                                                                                          | 100 m Retten mit Flossen und Gurt      | 1:03,01 min | 7       | 1:01,45 min   | 5             | 5             |
| Frederica Volpini                                                                                     | 100 m Retten mit Flossen und Gurt      | 59,84 s     | 2       | 57,94 s       | 2             | Silber        |
| Silvia Meschiari                                                                                      | 200 m Hindernisschwimmen               | 2:08,27 min | 1       | 2:05,89 min   | 1             | Gold          |
| Serena Nigris                                                                                         | 200 m Hindernisschwimmen               | 2:10,38 min | 3       | 2:09,67 min   | 4             | 4             |
| Silvia Meschiari                                                                                      | 200 m Super Lifesaver                  | 2:27,62 min | 4       | 2:22,57 min   | 1             | Gold          |
| Serena Nigris                                                                                         | 200 m Super Lifesaver                  | 2:34,14 min | 10      | ausgeschieden | ausgeschieden | ausgeschieden |
| Federica Volpini Serena Nigris Laura Pranzo (im Vorlauf) Silvia Meschiari Cristina Leanza (im Finale) | 4 × 25 m Puppenstaffel                 | 1:23,61 min | 4       | 1:21,82 min   | 4             | 4             |
| Cristina Leanza Laura Pranzo Silvia Meschiari Serena Nigris                                           | 4 × 50 m Hindernisstaffel              | 1:55,79 min | 7       | 1:52,41 min   | 4             | 4             |
| Cristina Leanza Laura Pranzo Silvia Meschiari Federica Volpini                                        | 4 × 50 m Gurtretterstaffel             | 1:43,86 min | 4       | 1:42,69 min   | 4             | 4             |
| Männer                                                                                                |                                        |             |         |               |               |               |
| Sacha Bartolo                                                                                         | 50 m Retten einer Puppe                | 29,71 s     | 5       | 29,82 s       | 4             | 4             |
| Daniele Sanna                                                                                         | 50 m Retten einer Puppe                | 30,16 s     | 7       | 30,00 s       | 6             | 6             |
| Jacopo Musso                                                                                          | 100 m Schwimmen und Retten mit Flossen | 47,16 s     | 6       | 45,40 s       | 1             | Gold          |
| Andrea Piroddi                                                                                        | 100 m Schwimmen und Retten mit Flossen | 45,87 s     | 2       | 45,62 s       | 2             | Silber        |
| Federico Gilardi                                                                                      | 100 m Retten mit Flossen und Gurt      | 1:03,13 min | 19      | ausgeschieden | ausgeschieden | ausgeschieden |
| Jacopo Musso                                                                                          | 100 m Retten mit Flossen und Gurt      | 51,83 min   | 4       | 49,02 s       | 1             | Gold          |
| Sacha Bartolo                                                                                         | 200 m Hindernisschwimmen               | 1:57,75 min | 4       | 1:57,99 min   | 4             | 4             |
| Federico Gilardi                                                                                      | 200 m Hindernisschwimmen               | 1:57,55 min | 3       | 1:55,08 min   | 2             | Silber        |
| Federico Gilardi                                                                                      | 200 m Super Lifesaver                  | 2:09,24 min | 2       | 2:05,79 min   | 2             | Silber        |
| Daniele Sanna                                                                                         | 200 m Super Lifesaver                  | 2:09,09 min | 1       | 2:07,67 min   | 1             | Gold          |
| Federico Gilardi Sacha Bartolo Jacopo Musso Daniele Sacha                                             | 4 × 25 m Puppenstaffel                 | 1:08,66 min | 3       | 1:08,70 min   | 6             | 6             |
| Federico Gilardi Sacha Bartolo Jacopo Musso Daniele Sacha                                             | 4 × 50 m Hindernisstaffel              | 1:41,47 min | 6       | 1:39,33 min   | 6             | 6             |
| Federico Gilardi Sacha Bartolo Jacopo Musso Daniele Sacha                                             | 4 × 50 m Gurtretterstaffel             | 1:30,89 min | 5       | 1:27,85 min   | 1             | Gold          |

### Rhythmische Sportgymnastik
| Athleten           | Wettbewerb | Qualifikation | Qualifikation | Finale        | Finale        | Rang          |
| Athleten           | Wettbewerb | Punkte        | Rang          | Punkte        | Rang          | Rang          |
| ------------------ | ---------- | ------------- | ------------- | ------------- | ------------- | ------------- |
| Frauen             |            |               |               |               |               |               |
| Veronica Bertolini | Ball       | 14,750        | 14            | ausgeschieden | ausgeschieden | ausgeschieden |
| Veronica Bertolini | Kegel      | 13,925        | 15            | ausgeschieden | ausgeschieden | ausgeschieden |
| Veronica Bertolini | Reifen     | 14,400        | 17            | ausgeschieden | ausgeschieden | ausgeschieden |
| Veronica Bertolini | Schleife   | 12,150        | 19            | ausgeschieden | ausgeschieden | ausgeschieden |

### Rollschuhkunstlauf
| Athleten                       | Wettbewerb | Short Programm | Long Programm | Rang   |
| ------------------------------ | ---------- | -------------- | ------------- | ------ |
| Frauen                         |            |                |               |        |
| Silvia Nemesio                 | Frei       | 90,700         | 376,300       | Gold   |
| Männer                         |            |                |               |        |
| Luca Lucaroni                  | Frei       | 98,300         | 389,900       | Gold   |
| Mixed                          |            |                |               |        |
| Elena Leoni Alessandro Spigai  | Tanzen     | 94,200         | 191,300       | Gold   |
| Andrea Bassi Silvia Stibilj    | Tanzen     | 90,700         | 185,000       | Silber |
| Luca Lucaroni Rebecca Tarlazzi | Paar       | 90,200         | 377,900       | Gold   |
| Marco Garelli Sara Venerucci   | Paar       | 89,000         | 362,900       | Silber |

### Sportklettern
| Athleten            | Wettbewerb             | Qualifikation | Qualifikation | Finale        | Finale        | Rang          | Rang          | Rang          | Rang          | Rang          |
| Athleten            | Wettbewerb             | Ergebnis      | Rang          | Ergebnis      | Rang          | Rang          | Rang          | Rang          | Rang          | Rang          |
| ------------------- | ---------------------- | ------------- | ------------- | ------------- | ------------- | ------------- | ------------- | ------------- | ------------- | ------------- |
| Männer              |                        |               |               |               |               |               |               |               |               |               |
| Francesco Vettorata | Schwierigkeitsklettern | 6,50          | 5             | 5,00          | 6             | 6             | 6             | 6             | 6             | 6             |
| Athleten            | Wettbewerb             | Qualifikation | Qualifikation | Viertelfinale | Viertelfinale | Halbfinale    | Halbfinale    | Finale        | Finale        | Rang          |
| Athleten            | Wettbewerb             | Ergebnis      | Rang          | Gegner        | Ergebnis      | Gegner        | Ergebnis      | Gegner        | Ergebnis      | Rang          |
| Männer              |                        |               |               |               |               |               |               |               |               |               |
| Ludovico Fossali    | Speedklettern          | 6,93 s        | 12            | ausgeschieden | ausgeschieden | ausgeschieden | ausgeschieden | ausgeschieden | ausgeschieden | ausgeschieden |
| Leonardo Gontero    | Speedklettern          | 6,41 s        | 9             | ausgeschieden | ausgeschieden | ausgeschieden | ausgeschieden | ausgeschieden | ausgeschieden | ausgeschieden |

### Squash
| Athleten     | 1. Runde    | 1. Runde | Achtelfinale  | Achtelfinale  | Viertelfinale | Viertelfinale | Halbfinale    | Halbfinale    | Finale        | Finale        | Rang          |
| Athleten     | Gegner      | Ergebnis | Gegner        | Ergebnis      | Gegner        | Ergebnis      | Gegner        | Ergebnis      | Gegner        | Ergebnis      | Rang          |
| ------------ | ----------- | -------- | ------------- | ------------- | ------------- | ------------- | ------------- | ------------- | ------------- | ------------- | ------------- |
| Männer       |             |          |               |               |               |               |               |               |               |               |               |
| Yuri Farneti | Ben Coleman | 0:3      | ausgeschieden | ausgeschieden | ausgeschieden | ausgeschieden | ausgeschieden | ausgeschieden | ausgeschieden | ausgeschieden | ausgeschieden |

### Tanzen

#### Latein Tänze
| Athleten                            | 1. Runde | 1. Runde    | 1. Runde | 1. Runde   | 1. Runde | Halbfinale | Halbfinale  | Halbfinale | Halbfinale | Halbfinale | Finale        | Finale        | Finale        | Finale        | Finale        | Rang |
| Athleten                            | Samba    | Cha Cha Cha | Rumba    | Paso Doble | Jive     | Samba      | Cha Cha Cha | Rumba      | Paso Doble | Jive       | Samba         | Cha Cha Cha   | Rumba         | Paso Doble    | Jive          | Rang |
| ----------------------------------- | -------- | ----------- | -------- | ---------- | -------- | ---------- | ----------- | ---------- | ---------- | ---------- | ------------- | ------------- | ------------- | ------------- | ------------- | ---- |
| Paar                                |          |             |          |            |          |            |             |            |            |            |               |               |               |               |               |      |
| Roberta Benedetti Giacomo Lazzarini | 9        | 9           | 9        | 9          | 6        | 9          | 9           | 7          | 6          | 6          | ausgeschieden | ausgeschieden | ausgeschieden | ausgeschieden | ausgeschieden | 9    |

#### Salsa
| Athleten                      | 1. Runde | 1. Runde | Redance | Redance | Halbfinale | Halbfinale | Finale | Finale | Rang   |
| Athleten                      | Punkte   | Rang     | Punkte  | Rang    | Punkte     | Rang       | Punkte | Rang   | Rang   |
| ----------------------------- | -------- | -------- | ------- | ------- | ---------- | ---------- | ------ | ------ | ------ |
| Paar                          |          |          |         |         |            |            |        |        |        |
| Serena Maso Simone Sanfilippo | 31,75    | 5        | –       | –       | 34,73      | 3          | 36,04  | 3      | Bronze |

#### Standard Tänze
| Athleten                        | 1. Runde | 1. Runde | 1. Runde      | 1. Runde     | 1. Runde  | Halbfinale | Halbfinale | Halbfinale    | Halbfinale   | Halbfinale | Finale | Finale | Finale        | Finale       | Finale    | Rang |
| Athleten                        | Walzer   | Tango    | Wiener Walzer | Slow Foxtrot | Quickstep | Walzer     | Tango      | Wiener Walzer | Slow Foxtrot | Quickstep  | Walzer | Tango  | Wiener Walzer | Slow Foxtrot | Quickstep | Rang |
| ------------------------------- | -------- | -------- | ------------- | ------------ | --------- | ---------- | ---------- | ------------- | ------------ | ---------- | ------ | ------ | ------------- | ------------ | --------- | ---- |
| Paar                            |          |          |               |              |           |            |            |               |              |            |        |        |               |              |           |      |
| Debora Pacini Francesco Galuppo | 4        | 4        | 3             | 4            | 4         | 4          | 4          | 4             | 4            | 4          | 4      | 4      | 4             | 4            | 4         | 4    |

### Wasserski
| Athleten         | Wettbewerb          | Qualifikation | Qualifikation | Finale        | Finale        | Rang                     | Rang                     | Rang          | Rang          | Rang          |
| Athleten         | Wettbewerb          | Ergebnis      | Rang          | Ergebnis      | Rang          | Rang                     | Rang                     | Rang          | Rang          | Rang          |
| ---------------- | ------------------- | ------------- | ------------- | ------------- | ------------- | ------------------------ | ------------------------ | ------------- | ------------- | ------------- |
| Frauen           |                     |               |               |               |               |                          |                          |               |               |               |
| Marina Mosti     | Slalom              | 3,00/55/18,25 | 4             | 3,50/55/12,00 | 6             | 6                        | 6                        | 6             | 6             | 6             |
| Marialuisa Pajni | Sprung              | 38,4 m        | 9             | ausgeschieden | ausgeschieden | ausgeschieden            | ausgeschieden            | ausgeschieden | ausgeschieden | ausgeschieden |
| Männer           |                     |               |               |               |               |                          |                          |               |               |               |
| Luca Spinelli    | Sprung              | 59,1 m        | 5             | 59,7 m        | 6             | 6                        | 6                        | 6             | 6             | 6             |
| Nicholas Benatti | Trickfahren         | 8510          | 5             | 8670          | 5             | 5                        | 5                        | 5             | 5             | 5             |
| Thomas Degasperi | Trickfahren         | 3,00/58/18,25 | 6             | 1,00/58/10,75 | 3             | Bronze                   | Bronze                   | Bronze        | Bronze        | Bronze        |
| Athleten         | Wettbewerb          | Viertelfinale | Viertelfinale | Halbfinale    | Halbfinale    | Letzte Chance Halbfinale | Letzte Chance Halbfinale | Finale        | Finale        | Rang          |
| Athleten         | Wettbewerb          | Ergebnis      | Rang          | Ergebnis      | Rang          | Ergebnis                 | Rang                     | Ergebnis      | Rang          | Rang          |
| Frauen           |                     |               |               |               |               |                          |                          |               |               |               |
| Alice Virag      | Wakeboard Freestyle | –             | –             | 43,00         | 6             | 43,56                    | 4                        | 55,22         | 3             | Bronze        |
| Chiara Virag     | Wakeboard Freestyle | –             | –             | 45,33         | 4             | –                        | –                        | 47,22         | 6             | 6             |